# Buckley (Washington)
Buckley é uma cidade localizada no estado norte-americano de Washington, no Condado de Pierce.

## Demografia
Segundo o censo norte-americano de 2000, a sua população era de 4145 habitantes. 
Em 2006, foi estimada uma população de 4463, um aumento de 318 (7.7%).

## Geografia
De acordo com o United States Census Bureau tem uma área de 
10,1 km², dos quais 10,0 km² cobertos por terra e 0,1 km² cobertos por água. Buckley localiza-se a aproximadamente 221 m acima do nível do mar.

## Localidades na vizinhança
O diagrama seguinte representa as localidades num raio de 12 km ao redor de Buckley. 